# Monte Villandro
Le Monte Villandro est une montagne qui s’élève à 2 509 m d’altitude dans les Alpes de Sarntal, en Italie.